# Fat Cat (chanteuse)
Pour les articles homonymes, voir Fat Cat et Cat.
Ne doit pas être confondu avec Fat Cat Records.
 (mai 2024).
La mise en forme du texte ne suit pas les recommandations de Wikipédia : il faut le « wikifier ».
Les points d'amélioration suivants sont les cas les plus fréquents. Le détail des points à revoir est peut-être précisé sur la page de discussion.
- Les titres sont pré-formatés par le logiciel. Ils ne sont ni en capitales, ni en gras.
- Le texte ne doit pas être écrit en capitales (les noms de famille non plus), ni en gras, ni en italique, ni en « petit »…
- Le gras n'est utilisé que pour surligner le titre de l'article dans l'introduction, une seule fois.
- L'italique est rarement utilisé : mots en langue étrangère, titres d'œuvres, noms de bateaux, etc.
- Les citations ne sont pas en italique mais en corps de texte normal. Elles sont entourées par des guillemets français : « et ».
- Les listes à puces sont à éviter, des paragraphes rédigés étant largement préférés. Les tableaux sont à réserver à la présentation de données structurées (résultats, etc.).
- Les appels de note de bas de page (petits chiffres en exposant, introduits par l'outil «  Source ») sont à placer entre la fin de phrase et le point final[comme ça].
- Les liens internes (vers d'autres articles de Wikipédia) sont à choisir avec parcimonie. Créez des liens vers des articles approfondissant le sujet. Les termes génériques sans rapport avec le sujet sont à éviter, ainsi que les répétitions de liens vers un même terme.
- Les liens externes sont à placer uniquement dans une section « Liens externes », à la fin de l'article. Ces liens sont à choisir avec parcimonie suivant les règles définies. Si un lien sert de source à l'article, son insertion dans le texte est à faire par les notes de bas de page.
- La présentation des références doit suivre les conventions bibliographiques. Il est recommandé d'utiliser les modèles {{Ouvrage}}, {{Chapitre}}, {{Article}}, {{Lien web}} et/ou {{Bibliographie}}. Le mode d'édition visuel peut mettre en forme automatiquement les références.
- Insérer une infobox (cadre d'informations à droite) n'est pas obligatoire pour parachever la mise en page.

Pour une aide détaillée, merci de consulter Aide:Wikification.
Si vous pensez que ces points ont été résolus, vous pouvez retirer ce bandeau et améliorer la mise en forme d'un autre article.
 (mai 2024).
Fat Cat (hangeul: 살찐 고양이; née le 14 mars 1990), aussi connue sous le surnom de Defconn Girl (hangeul: 데프콘 걸), de son vrai nom Kim So-young (hangeul: 김소영), est une chanteuse sud-coréenne.

## Carrière
Fat Cat s'est fait remarquer en apparaissant dans le vidéoclip "How Rappers Break Up Part 2" du rappeur Defconn et en étant présente lors de ses performances live. Son premier single, "Indifferent Love", est sorti le 24 septembre 2011.
Le 25 septembre, elle débute sur l'Inkigayo de SBS avec "Indifferent Love" et a impressionné beaucoup de spectateurs, dont la chorégraphe Bae Sang-mi, qui a créé sa danse "Tik Tok" pour la chanson.
Plus tard, la société de productions de dramas Curtain Call Media l'a engagée pour un contrat de management commun en novembre 2011.
Le 5 janvier 2012, Fat Cat sort son deuxième single album nommé "Is Being Pretty Everything",. Le vidéoclip de la chanson sort le même jour après la sortie de deux teasers. Le lendemain, elle fait son retour sur le Music Bank de KBS,.
Le 9 mars 2012, Fat Cat sort son troisième single, "It's Like a Dream", et en fait la promotion sur les émissions musicales coréennes,. Cependant, on lui a diagnostiqué un trouble rénal causant des œdèmes le 11 mars 2012, la forçant à cesser ses activités le temps d'une hospitalisation,.
Fat Cat a passé un moment en convalescence et ses activités devraient reprendre en novembre 2012 ou début 2013.
En octobre 2012, Fat Cat signe un contrat de trois ans avec la société japonaise d'enregistrement Victor-JVC et la société japonaise de management d'artistes et de disques Rainbow Entertainment afin de préparer ses débuts au Japon. Elle y a débuté avec le single "Make Up" en juillet 2013.

## Discographie

### Singles
| Année                                                                                 | Titre                                       | Meilleure position | Meilleure position | Meilleure position | Meilleure position | Ventes              | Album                         |
| Année                                                                                 | Titre                                       | COR                | Hot 100 K-Pop      | JPN                | Hot 100 J-Pop      | Ventes              | Album                         |
| ------------------------------------------------------------------------------------- | ------------------------------------------- | ------------------ | ------------------ | ------------------ | ------------------ | ------------------- | ----------------------------- |
| 2011                                                                                  | "My Indifferent Love" (내사랑 싸가지)       | 115                | —                  | —                  | —                  | - COR (DL): 46,000  | —                             |
| 2012                                                                                  | "Is Being Pretty Everything?" (예쁜게 다니) | 23                 | 28                 | —                  | —                  | - COR (DL): 650,000 | —                             |
| 2012                                                                                  | "It's Like a Dream" (꿈만 같아요)           | 24                 | 19                 | —                  | —                  | - COR (DL): 377,000 | —                             |
| 2013                                                                                  | "Tears Rain" (눈물비)                       | 34                 | 64                 | —                  | —                  | - COR (DL): 88,000  | Queen of Ambition OST, Part 4 |
| 2013                                                                                  | "Make Up"                                   | —                  | —                  | —                  | —                  | —                   |                               |
| "—" signifie que le morceau ne s'est pas classé ou n'est pas sorti dans cette région. |                                             |                    |                    |                    |                    |                     |                               |

### Collaborations
- Paul Baek (폴백) - "Hello, my ex"

## Mannequinat
- Vogue Girl[Quoi ?][17],[18]
- Maxim